# كيني تيت
كيني تيت (بالإنجليزية: Kenny Tate)‏ هو لاعب كرة قدم أمريكية أمريكي، ولد في 15 مايو 1990 في فورستفيل في الولايات المتحدة.